# Oerstedia patriciae
Oerstedia patriciae är en djurart som tillhör fylumet slemmaskar, och som beskrevs av Oxner 1907. Oerstedia patriciae ingår i släktet Oerstedia och familjen Oerstediidae. Inga underarter finns listade i Catalogue of Life.